# The Navigator Company
 (mars 2022).
 (mars 2022).
Améliorez-le ou discutez des points à vérifier. 
The Navigator Company (anciennement Portucel Soporcel) est une entreprise papetière portugaise cotée au PSI-20.

## Positionnement
Le groupe Portucel Soporcel est le premier fabricant européen de l'impression UWF et de papier, et le 6e producteur dans le monde. Cela représente plus de 3 % des exportations visibles du Portugal, classant le pays à la tête du classement européen de la fabrication de ce type de papier. Le groupe est également le premier fabricant en Europe, et l'un des plus grands producteurs dans le monde, d'eucalyptus blanchie de pâte kraft (BEKP)[réf. nécessaire]. 
La marque Navigator le produit le plus vendu dans le monde dans le bureau segment des papiers de qualité supérieure[réf. nécessaire].
Le Groupe dispose actuellement d'une capacité de production annuelle de 1,6 million de tonnes de papier et 1,4 million de tonnes de pâte à papier. Elle produit également 2,5 TWh/an d'électricité à partir de la biomasse et sous produits du bois[réf. nécessaire].